# Spondylurus lineolatus
Spondylurus lineolatus es una especie de escamosos de la familia Scincidae.

## Distribución geográfica
Es endémica de la mitad norte de La Española.

## Estado de conservación
Se encuentra amenazada por la pérdida de su hábitat natural.